# Vršovice (Opava)
Vršovice är en ort i Tjeckien. Den ligger i den östra delen av landet, 250 km öster om huvudstaden Prag. Vršovice ligger 333 meter över havet och antalet invånare är 445.
Terrängen runt Vršovice är platt åt nordost, men åt sydväst är den kuperad. Terrängen runt Vršovice sluttar norrut. Runt Vršovice är det ganska tätbefolkat, med 124 invånare per kvadratkilometer. Närmaste större samhälle är Opava, 6,4 km norr om Vršovice. I omgivningarna runt Vršovice växer i huvudsak blandskog.